# 狐步舞 (电影)
《狐步舞》（希伯來語：‎）是2017年以色列、德国、法国、瑞士四国合拍剧情片，利奥尔·阿什肯纳齐和莎拉·阿德勒在片中扮演了一对得知身为以色列国防军的儿子阵亡的夫妇。
电影入围第74届威尼斯影展竞赛片单元，并赢得评审团大奖银狮奖。影片还入围2017年多倫多國際影展特别展映单元，之后赢得以色列电影学院奖最佳影片，因而成为第90届奥斯卡金像奖最佳外语片的以色列竞赛作品，当年12月入围决赛名单，不过最佳未获得提名。

## 剧情
迈克尔和达芙娜·费尔德曼是特拉维夫的一对夫妇，家境殷实，他们得知他们的当兵的儿子乔纳森阵亡。以色列国防军拒绝向心急如焚的夫妇透露乔纳森的死亡的地方和原因，以及有没有捡回他的遗体。几个小时后，他们得知消息搞错了，阵亡的士兵是另一位乔纳森，愤怒的迈克尔要求国防军允许乔纳森回家。尽管国防军承诺第二天会让乔纳森回家，迈克尔要求儿子立刻回家，还打电话叫人帮忙把乔纳森赶快带回来。
乔纳森和另外三位战友戍守边远地区一个哨所的检查站。他们夜晚在一个慢慢陷入泥泞的货物集装箱中过夜。为了打发时间，乔纳森讲了父亲在犹太人大屠杀期间把保存已久的传家宝卖掉，换来一本黄色杂志的故事。一天深夜，乔纳森的战友误把巴勒斯坦从车中扔出的啤酒瓶当成爆炸装置，乔纳森于是开枪打死了四位年轻的巴勒斯坦人。士兵们用电话报告了事件后，国防军高级军官来到现场，他们叫来一辆推土机，将装着尸体的汽车埋掉。军官要四个人不要把事情讲出去。说完话，军官们接到迈克尔打来的电话，之后跟乔纳森表示要和他一起回家。
半年后，迈克尔和达芙娜再次重聚，为儿子过20岁生日。原来，乔纳森在回家的途中遇害，达芙娜责怪迈克尔的急性子招致乔纳森死亡，两人于是分居。迈克尔和达芙娜都喝醉了酒，他们在一起思考儿子最后一幅画的意义，这张画是一辆推土机在掩埋车子，他们都认为配偶是推土机，自己是车子。最后，迈克尔承认自己当兵的时候，亲眼见证战友牺牲，便非常自责。他认为乔纳森的出生是对死难战友的赦免，而达芙娜对自己怀孕很是矛盾，想要堕胎。
影片最后，乔纳森的遗体被带回特拉维夫。载着他的军用车辆行走在一条狭窄、满是车辙的荒漠路上，闪避骆驼时不慎侧翻，滚下路堤。

## 阵容
- 利奥尔·阿什肯纳齐（英语：Lior Ashkenazi） 饰 迈克尔·费尔德曼（Michael Feldmann）
- 莎拉·阿德勒（英语：Sarah Adler） 饰 达芙娜·费尔德曼（Dafna Feldmann）
- 约纳森·希雷（Yonathan Shiray） 饰 乔纳森·费尔德曼（Jonathan Feldmann）
- 希拉·哈斯 饰 阿尔玛·费尔德曼（Alma Feldmann），迈克尔和达芙娜的女儿
- 耶胡达·阿尔玛格（Yehuda Almagor）饰 阿维格多（Avigdor），迈克尔的兄弟
- 卡琳·乌戈夫斯基（英语：Karin Ugowski） 饰 迈克尔和阿维格多的母亲
- 伊利娅·格罗兹（Ilia Grosz）饰 达芙娜的姐妹

## 发行
烂番茄评论135条，新鲜度94%，平均分8.14/10。网站共识写道：“《狐步舞》利用局限性主题传递出艰涩的社会政治表达，一样简单有效地打造了一部生动有趣的剧情片。”Metacritic评论31条，平均分90/100，表示“普遍好评”。
影片获得第74届威尼斯影展评审团大奖，也在以色列电影学院奖上获得最佳影片、最佳导演、最佳男主角和最佳女配角在内的13项提名。
由于影片描绘了以色列国防军掩盖枪杀四名阿拉伯青年的现场，以色列文化与体育部长米莉·雷杰夫批评该片赢得威尼斯评审团大奖。她称电影是“自我鞭挞及反以色列叙述相结合的结果。”对此，导演塞缪尔·毛茨表示：“如果我要批评我所生活的地方，我会去做，因为我很担心。我这么做是因为我想保护它，我这样做是出自爱。”雷杰夫之后发表声明，称：“以色列艺术家以艺术形式散布谎言，煽动年轻一代反对世界上最道德的军队的行为令人发指。”